# Condado de Olocau
Su denominación hace referencia al municipio de Olocau, en el Campo de Turia, provincia de Valencia. 
El título nobiliario de conde de Olocau fue concedido por el rey Felipe IV de España el 28 de febrero de 1628 a  Alonso Sanz de Vilaragut, caballero de Calatrava.

## Listado de titulares de Olocau

### Condes de Olocau
|                        | Titular                                     | Periodo                |
| Creación por Felipe IV | Creación por Felipe IV                      | Creación por Felipe IV |
| ---------------------- | ------------------------------------------- | ---------------------- |
| I                      | Alonso Vilaragut y Sanz                     | 1628-                  |
| II                     | Jorge Sanz de Vilaragut y Zapata            | -                      |
| III                    | Pascual de Fenollet y Togores               | -                      |
| IV                     | Genovefo de Fenollet y Salvador             | -                      |
| V                      | Diego Fenollet y Valterra de Blanes         | -                      |
| VI                     | Pascual Fenollet y Valterra de Blanes       | - 1871                 |
| VIII                   | María del Carmen Crespí de Valldaura y Caro | 1872 - 1902            |
| IX                     | María del Carmen Zaforteza y de Veri        | 1904 - 1916            |
| IX                     | Joaquín Fuster de Puigdorfila y Zaforteza   | 1917 - 1986            |
| XI                     | Felipe Fuster de Puigdorfila y Villalonga   | 1987 - 2010            |
| XII                    | Joaquín Fuster de Puigdorfila y Esteve      | actual titular         |